# Эскадренные миноносцы типа S-178
Эскадренные миноносцы типа S-178 — тип эскадренных миноносцев, строявшийся для Военно-морского флота Германии в период Первой мировой войны. Всего было заложено 8 корпусов эсминцев этого типа (1-й серии), ещё 13 корпусов были заказаны в июне 1918 года. Все  корабли типа строились по мобилизационной программе 1917 года), но не один из них не был достроен до окончания Первой мировой войны. После отмены достройки корпуса 6 эсминцев были разобраны на стапеле, корпуса ещё 2 эсминцев были использованы при строительстве шхун.

## Энергетическая установка
На кораблях типа в качестве ГЭУ была установлена паротурбинная ЭУ мощностью 34 000 л. с., состоящая из 2 турбин фирмы «Шихау» и 3 военно-морских двухсторонних нефтяных котлов. Запас топлива составлял 345 тонн нефти.

## Вооружение
Эскадренные миноносцы вооружались 4х1 105-мм орудиями. Торпедное вооружение эсминцев состояло из 6 500-мм торпедных аппаратов и 40 мин заграждения.